# Sixto Marco Marco
Sixto Marco Marco fou un pintor valencià, nascut a Elx (Baix Vinalopó) en 1916. Actuava en els camps artístics de la pintura i l'escultura i va ser prou polifacètic com artista. Aplegà fins i tot a actuar al drama sacre-líric d'origen medieval del Misteri d'Elx, representant la figura de Sant Joan.
En 1956 exposà per primera volta a Alacant. L'exposició constà de 30 olis tractant principalment escenes del Misteri. L'art de Sixto va tindre una bona rebuda. I es va internacionalitzar per l'èxit, cosa que li va fer viatjar per tot Europa.
Durant els anys 1979 a 1983 José Ramón Clemente va realitzar una col·lecció d'audiovisuals filmats en super-8 per a l'antecessor de l'actual Institut Alacantí de Cultura Juan Gil-Albert, com a protagonistes -a més del mateix Marco- a Miquel Abad Miró, Manuel Baeza, Vicente i Daniel Bañuls, Gastó Castelló i Bravo, José Antonio Cía Martínez, M. González Santana, Polín Laporta, Enrique Lledó, José Pérez Gil, F. Pérez Pizarro, R. Ruiz Morante i Emilio Varela.
Va morir l'any 2002. Un Institut de Secundària d'Elx porta el nom de l'artista per retre-li homenatge.